# Письмо
Письмо́ (в значении пересылаемое сообщение) — система фиксации речи знаками, которая позволяет с помощью написанного текста передавать информацию на расстоянии и закреплять её во времени.
Как правило, письмо пишется в виде текста на бумаге (или других материалах) и отправляется по почте или курьером.
Письма используются при переписке между двумя и более адресатами.

## История
Изначально письмом называли рукописное текстовое сообщение на бумаге или другом носителе (глиняном черепке, листе пергамента или куске берёсты).
XVIII и XIX века были в значительной мере веками письма. Образованные люди получали и отправляли письма регулярно. Исторически сложилась система использовавшихся в письмах разговорных оборотов, этикетных конструкций, вопросительных и восклицательных формул. В XX веке распространение сначала телеграфов, а потом и телефонов уменьшило значение почтовой переписки.
В настоящее время под письмом понимают также сообщение, созданное и/или переданное электронным способом (например, при помощи электронной почты) или посредством SMS (мобильного телефона). Такое письмо может также содержать не только текст, но и различные мультимедийные элементы (например, изображения, видео- и аудиозаписи).
С развитием электронной почты и последующим появлением мобильных мессенджеров, традиционная бумажная почта стала переживать упадок. В 2025 году почта Дании объявила, что с начала следующего года прекратит доставлять бумажные письма, сократит 1 500 сотрудников и уберет 1 500 почтовых ящиков, так как  за последние 20 лет количество отправленных писем в стране сократилось на 90%. «Почта России», по данным на 2017 год, ежегодно доставляла около 2,5 миллиарда писем, однако в основном это официальная переписка (различные уведомления, повестки и т.п.) и счета за коммунальные услуги.

## Защита и публикация писем
Содержание писем защищено законами о тайне переписки.
Служебные письма относятся к документам организации.
После смерти авторов писем, как показывает практика, публикация писем возможна, если автор не запретил это в письменной форме. Частное письмо не входит в перечисленные в статье 1225 ГК РФ «Охраняемые результаты интеллектуальной деятельности и средства индивидуализации» объекты авторского права. При публикации и цитировании писем, кроме правовых, должны учитываться этические вопросы касающиеся содержания писем.

## Виды писем
- Аккредитив
- Аудиописьмо
- Благодарственное письмо[7]
- Верительные грамоты
- Гневное письмо[англ.]
- Гибридная почта
- Деловое письмо
- Заказное письмо
- Каперское свидетельство
- Любовное письмо
- Открытое письмо
- Предупреждающее письмо[нем.][8]
- Письма счастья[9]
- «Письма последней надежды»
- Письмо-знакомство (Letter of introduction)
- Письмо крест-накрест
- Письмо о разрыве отношений[англ.]
- Письмо к редакторской группе[англ.]
- Послание в стихах
- Письмо о намерениях
- Рекомендательное письмо[10]
- Рекламное письмо[англ.]
- Сопроводительное письмо
- Ценное письмо[нем.]
- Ядовитая анонимка[англ.]

## Галерея
- Письмо Дария I Гадатасу, около 500 г. до н. э.
- Знаменитое письмо Эйнштейна от Эдварда Теллера и Лео Силарда президенту США Франклину Рузвельту с предложением создать атомную бомбу.
- Написав крест-накрест, отправитель письма мог сэкономить на почтовых расходах.
- Рукописное письмо Чезаре Борджиа.
- Детское письмо Санта-Клаусу.
- Письмо Артура Конан Дойля о Собаке Баскервилей.
- Почтовый лист. Аугусто Томинц[нем.] — Письмо, 1873 г.